# Магда Фюзеші
Маґда Фюзеші (угор. Füzesi Magda, до шлюбу Мештер; нар. 3 травня 1952, с. Великі Береги, Україна) — угорська поетеса та письменниця. Членкиня Національної спілки письменників України (1986), Спілки письменників Угорщини (1992). Засновниця Закарпатського відділення Спілки письменників Угорщини.

## Життєпис
Народилася 3 травня 1952 року у Великих Берегах на Закарпатті в селянській родині. У 1969 році залишила рідне село і працювала в друкарні міста Берегове. 
У 1972 році одружилася з інженером Елемером Фюзеші, в 1973 народила дочкк Магдолну. 
З 1975 р. — співробітниця «Червоного прапора» (тоді Берегі Гірлап), згодом головна редакторка угорської редакції газети. 
У 1981 році закінчила Ужгородський державний університет за спеціальністю «Угорська мова та література». 
1998 році вступає в аспірантуру Дебреценського наукового університету.
З 2005 року мешкає в Угорщині, після виходу на пенсію. Дійсна членкиня літературного відділення Академії мистецтв Угорщини.

## Творчість
Її перший вірш був опублікований у 1967 році і відтоді постійно вона публікується. Її твори публікувалися в численних угорських і трансільванських газетах і антологіях, а вірші друкувалися в російських і українських перекладах. Членкиня-засновниця Студії Форраш.
Маґда Фюзеші міцно прив’язана до батьківщини, але в той же час відчуває, що вона належить до всього людства і поділяє його турботи. Крім тем приналежності до громади, у її віршах виражаються радощі й турботи людського існування. Головні переваги її поезії – простота і природність. 
У 2003 році була нагороджена премією імені Міхая Танчіча за журналістську роботу. 
2019 року стала лавреаткою премії імені Аттіли Йожефа.

## Твори
- Gyöngyvirágok (Kárpáti Könyvkiadó, Uzshorod, 1977)
- Egy ember a tömegből (A Kárpáti Igaz Szó kiadása, Uzshorod, 1983)
- Útban hazafelé (Kárpáti Kiadó, Uzshorod, 1984)
- Biztató (Intermix Kiadó, Ungvár – Budapest, 1992)
- Mosolykérő (gyermekversek) (Tárogató Lap- és Könyvszerkesztőség, Ungvár – Budapest, 1995)
- Táj gesztenyékkel (Hatodik Síp Alapítvány – Mandátum Kiadó, Budapest – Beregszász, 1998)
- Reggel madár, délben kötél. Füzesi Magda versei, Berniczky Éva novellái, Balla D. Károly esszéje; Pánsíp Szerkesztősége–UngBereg Alapítvány, Ungvár–Bp., 1999
- Ketten a kabátban (gyermekversek) (Pallas-Akadémia Könyvkiadó, Csíkszereda, 2003)
- A bohóc dala (Intermix Kiadó, Ungvár – Budapest, 2003)
- Szőttes pirossal, feketével. Versek magyarul és ukránul (Ivan Petrovtsij válogatásában. Intermix Kiadó, Ungvár – Budapest, 2007)
- Mérsékelt égöv (Intermix Kiadó, Ungvár – Budapest, 2007)
- Kagylóének. Régi és új versek; Kráter, Pomáz, 2012
- A mutatványos monológja. Versek, szemelvények. Válogatás Füzesi Magda műveiből születésének 60. évfordulója alkalmából; Kárpátaljai Magyar Művelődési Intézet, Ungvár, 2012 (KMMI-füzetek)
- Kapunyitogató; Kráter, Pomáz, 2015 (Mesepolc)
- Ima mindenkor. Válogatott versek. Kriterion Könyvkiadó, 2018
- Tenyered fáin tarka madár. Félszáz vers a szerelemről, 1969-2019; Budapest, Magyar Napló - Fokusz Egyesület, 2021